# Fureur et Mystère
 (mai 2016).
- Si vous ne connaissez pas le sujet, laissez ce bandeau (vous pouvez alors contacter les auteurs).
- Si vous supprimez le contenu mis en cause (vous pouvez préalablement contacter les auteurs),

argumentez précisément cette suppression dans la page de discussion
(un manque de référence n'est pas un argument ; une recherche réelle de référence doit avoir été effectuée, être formellement documentée).
Fureur et Mystère est un recueil de poésie de René Char publié en 1948.
Dans l'ordre, le recueil est constitué de Seuls demeurent, Feuillets d'Hypnos, Les Loyaux Adversaires, Le Poème pulvérisé et La Fontaine narrative.
Comme le note Yves Berger dans la préface à l'édition Gallimard de 1967 : « Fureur et mystère (fureur contre quoi ? Mystère de quoi ?) rassemble une part importante des poèmes que René Char écrivit entre 1938 et 1947 et dont beaucoup ont fait l'objet d'une publication en recueil (Seuls demeurent en 1945, Feuillets d'Hypnos en 1946, Le Poème pulvérisé en 1947). Quelque dix ans, donc, ce qui n'est pas rien : nous avons affaire à une somme poétique, ici, qui doit permettre à chacun de connaître le poète par de nombreuses pièces et, puisqu'elles s'étendent sur dix ans, de le suivre (le surprendre) dans la diversité de ses thèmes, ses sujets, son art et de décider si son inspiration et son expression, au fil du temps, ont changé [...]. »

## Le titre
Ce titre, riche de contradictions, a fait l'objet d'interprétations différentes quoique proches : d'après Jean-Michel Maulpoix, il réunit les deux forces qui président, selon René Char, à la création poétique : la « fureur » renvoie en effet au nom latin de l'inspiration poétique et de la passion, furor, mais évoque aussi simultanément la furie, la colère de l'homme révolté ; quant au « mystère », il suggère à la fois l'énigme du Mal absolu et de l'absurdité du malheur dans l'Histoire, tout en renvoyant à la persistance secrète de la vie qui dissimule un sens et un ordre sous les apparences. Ainsi, la poésie au cœur de ce couple de forces, peut-elle devenir « ferveur belliqueuse », selon les mots de René Char dans La Fontaine narrative. Dans cette « exaltante alliance », la poésie est donc définie comme une perpétuelle oscillation entre ces deux forces : « Fureur et mystère tour à tour le séduisirent et le consumèrent. Puis vint l'année qui acheva son agonie de saxifrage. » Paul Veyne quant à lui suppose que ce titre traduit l'oscillation de René Char entre vie active et vie contemplative ; il explique ce titre ainsi : « Fureur métaphysique et politique contre l'injustice, et mystère d'une vocation solitaire et secrète », notant que René Char a oscillé de l'une à l'autre de 1926 à 1944.

## Composition du recueil
La date de rédaction des différentes sections de Fureur et Mystère révèle le caractère d'anthologie de ce recueil : Seuls demeurent est daté de 1938-1944, Feuillets d'Hypnos de 1943-1944, Le Poème pulvérisé de 1945-1947 et La Fontaine narrative de 1947. Comme l'écrit Jean-Michel Maulpoix, « c'est en effet l'Histoire qui tourne les pages de ce livre. [...] Il est clair que le lecteur de Fureur et Mystère accompagne l'itinéraire d'un homme engagé dans le combat de son temps ». Sur le plan de la forme, poèmes en prose, poèmes en vers et fragments se succèdent, le fragment s'imposant finalement comme forme d'écriture dense et rapide. Les dimensions des sous-ensembles qui composent le recueil, mesurées en nombre de pages, laissent apparaître une architecture assez équilibrée.

## Seuls demeurent (1938-1944)
René Char s'est expliqué sur le sens de ce titre dans une lettre à Gilbert Lély, datée du 15 mars 1944 : « Je garde Seuls demeurent, titre-conjonction qui traduit je crois l'ascension de cette goutte d'homme et de chose parmi le chaos et la nausée, cette goutte rescapée chargée comme l'arche légendaire ». Jean-Claude Mathieu y voit « un puissant titre-prédicat ». Il s'agit, en effet, de dire la poésie et son objet, qui seuls demeurent dans l'horreur de la guerre. Cette section, la plus importante en nombre de poèmes, a paru en recueil en 1945, et rassemble des poèmes écrits entre 1938 et 1944. Elle est composée de trois sous-ensembles :
- L'Avant-Monde : sur chaque page, un poème en prose. Certains sont datés, par exemple, Le Loriot est daté du 3 septembre 1939, et marque l'entrée dans la Deuxième Guerre mondiale[7].
- Le Visage Nuptial constitue un ensemble de cinq poèmes d'amour écrits en vers libres, ce qui leur donne une unité formelle. Le poème intitulé lui-même Le Visage Nuptial est particulièrement long, et apparaît comme un hymne de lyrisme amoureux[9]. Pierre Boulez en a fait une cantate : Le Visage nuptial.
- Partage formel est un ensemble de 55 fragments, qui s'achèvent sur un poème en prose, Mission et révocation, en forme de bilan. L'ensemble de ces notes a pour objet une réflexion sur la nature de la poésie, envisagée dans sa relation avec le devoir de l'homme[9]. Le titre même de cette section indique ce projet.

### Poésie élémentaire
On remarque des traits propres au style de Char. 
Tout d'abord, il s'agit dans Seuls Demeurent d'une poésie élémentaire : les quatre éléments (terre, mer, feu, air) sont omniprésents, surtout dans l’Avant-Monde. Par exemple, dans le poème liminaire Congé au vent, l'élément tellurique et le règne végétal apparaissent : nous sommes « à l'époque de la cueillette » et ce sont « des champs fournis de mimosas » qui « bivouaquent ». 
Le fait que Char ait grandi dans une région rurale, et dans une petite commune où l'agriculture était encore traditionnelle a sans aucun doute influencé sa langue poétique. Son vocabulaire est riche en expression agricole. Le poème La compagne du vannier se trouve cette expression : « J'aimais ton visage de source raviné par l'orage [...] » : la puissance de la métaphore du visage comme une plaine abîmée par l'orage est propre à cette poésie faite d'analogies entre le règne humain et le règne végétal. Il semble en effet pertinent de parler de "règne" concernant l'élément terrestre. René Char est un poète nostalgique de l'unité des règnes minéral, végétal, animal et humain : il leur rend leur unité au fil de sa plume, c'est le cas dans Fenaison et Louis Curel de la Sorgue. 
Tout d'abord, le titre même de Fenaison renvoie à la saison de la récolte des foins. On voit un monde encore régulé par le règne végétal, un monde dont la temporalité est ordonnée par l'alternance des saisons : le calendrier est agraire. 
Le poète s'adresse à la nuit agricole personnifiée: « Ô nuit, je n'ai rapporté de ta félicité que l'apparence parfumée d'ellipses d'oiseaux insaisissables ! Rien n'imposait le mouvement que ta main de pollen qui fondait sur mon front aux moulinets d'une lampe d'anémone ». On voit ici le mélange du règne végétal (« anémone », plante herbacée sauvage, « main de pollen »), du règne animal (« les ellipses d'oiseaux » à entendre comme les formes géométriques dessinées par les oiseaux en volant), et du règne humain (« sur mon front »). De plus, l'expression « mains de pollen » souligne l'alliance entre l'homme et la nature ; la « lampe d'anémone » crée l'alliance entre le règne humain de la technique (lampe) et le règne du végétal. 
Dans Louis Curel de la Sorgue, Char fait le portrait d'un doyen de son village. Le monde agricole et paysan est la toile de fond du poème : « Sorgue [...] ta faucille de doyen loyal à la main, la crémaillère du supplice en collier à ton cou, pour accomplir ta journée d'homme, quand pourrai-je m'éveiller et me sentir heureux au rythme modelé de ton seigle irréprochable ? » Le poème s'achève ainsi : « Il y a un homme à présent debout, un homme dans un champ de seigle, un champ pareil à un chœur mitraillé, un champ sauvé ». On voit la puissance poétique de la description du monde agricole, de l'homme paysan qui travaille au contact de la terre.

### Un vocabulaire concret
Une autre caractéristique est le vocabulaire extrêmement riche, qui permet de souligner la richesse du cosmos, et à la fois de produire des images d'une densité particulièrement foudroyante. 
Tout d'abord on trouve le vocabulaire propre au secteur agricole. Un vocabulaire technique, mais surtout un vocabulaire concret soulignant l'amour de René Char pour la nature. Les végétaux (plantes, fleurs) appartiennent au monde du poète. Il n'est pas un poète de la ville, bien qu'il ait vécu à Paris, mais un poète qui a grandi au milieu de la richesse végétale. Par exemple, l'anémone, plante à fleur, revient à plusieurs reprises, dans Fenaison, dans Ne s'entend pas :  
« [...] Je m'élevai des lions ailés de la moisson jusqu'au cri froid de l'anémone. » 
Répertorions les occurrences de vocabulaire des règnes : 
Minéral : comme un volcan, une étoile. 
Végétal : lierre, sécheresse, canicule, feuilles sèches, champignon, pollen, anémone, torpeur d'épine, l'olivier, arbre plein de rires et de feuilles, racine, les algues, la boue.
Animal : l'Engoulevent, les hirondelles, le phénix, le loriot, chien enragé, l'abeille quitte le verger, agneau noir.

### La question du sens: une poésie difficile
Paradoxalement, le vocabulaire étant parfois très simple, ou technique mais renvoyant à une réalité concrète agricole, le sens n'est jamais évident. Il faut expliquer pourquoi.
- Stylistiquement, René Char use très souvent de l'abstraction : il place le substantif en complément du nom et l'adjectif est substantivé. Voir l'exemple ci-dessous.
- Densité de l'écriture due à de nombreuses images. Les métaphores sont souvent très peu motivées (il n'y a pas de détails qui expliquent les analogies qui unissent parfois des éléments qui n'ont rien en commun.)

« Loin de l'embuscade des tuiles et de l'aumône des calvaires, vous vous donnez naissance, otages des oiseaux, fontaines. » (incipit de Jeunesse).
On voit ici l'enchevêtrement des images : à chaque substantif se trouve une image à décrypter. On voit aussi l'abstraction : au lieu d'écrire les tuiles « dangereuses », le nom est renvoyé en complément d'objet. Le même procédé est effectué avec les calvaires. Cette abstraction rend les images difficiles à comprendre, et nécessite un effort de lecture, voire une relecture.  
- Tournure elliptique, allusive : dans le même poème, Jeunesse, le deuxième verset n'a rien à voir avec le premier, du moins en apparence. C'est le propre de l'ellipse : c'est au lecteur de comprendre les blancs.

« Éloge, nous nous sommes acceptés. »
Le poète s'adresse à l’Éloge apostrophée, sans que nous comprenions pourquoi. Et que signifie « nous nous sommes acceptés » ? Cela signifie peut-être le retour vers une poésie de l'éloge, vers une poésie du chant qui réenchante le monde. En effet, le lecteur doit faire l'effort de la lecture et de la mise en perspective de tous les éléments poétiques qui peuvent se recouper ; le poème s'achève sur : 
« Regard, verger d'étoiles, les genêts, la solitude sont distincts de vous ! Le chant finit l'exil. La brise des agneaux ramène la vie neuve. » 
Le chant (la poésie ?) est donc un moyen pour dépasser l'exil (mais quel exil ?). Ainsi, on voit toutes les questions qui restent sans réponses certaines : il semble qu'il faille un véritable effort herméneutique pour extraire le sens des poèmes de Fureur et Mystère et Seuls demeurent. On comprend donc le titre : Fureur pour la densité et la puissance qui émane du réel, du cosmos, et Mystère pour le sens d'une parole qui reste clos, du fait même du mystère du cosmos. 

#### Le sacré: une transcendance qui prend figure dans le cosmos
Dans le poème en prose Calendrier, on lit : 
« J'ai lié les unes aux autres mes convictions et agrandi ta Présence. J'ai octroyé un cours nouveau à mes jours en les adossant à cette force spacieuse. J'ai congédié la violence qui limitait mon ascendant. J'ai pris sans éclat le poignet de l'équinoxe. L'oracle ne me vassalise plus. J'entre : j'éprouve ou non la grâce. 
La menace s'est polie. La plage qui chaque hiver s'encombrait de régressives légendes, de sibylles aux bras lourds d'orties, se prépare aux êtres à secourir. Je sais que la conscience qui se risque n'a rien à redouter de la plane. »
On voit dans ce poème le champ lexical de la religiosité : « Présence », avec une majuscule, qui rappelle la Présence divine. « force spacieuse », « l'oracle » qui rappelle le polythéisme, « la grâce » qui fait référence à la théologie chrétienne de question de la grâce, notamment chez Saint Augustin. 
On peut interpréter ce poème comme l'acquiescement du poète à une transcendance : notons l'utilisation du passé composé pour notifier des attitudes changées, puis le recours brutal au présent pour décrire la conséquence de ces décisions passées. On passe d’une « violence », à « La menace s'est polie ». « La plage » est peut-être la métaphore de sa conscience. Ainsi, il y a une conversion à l’œuvre dans ce poème, conversion non chrétienne, mais conversion poétique, foi dans le caractère sacré d'une « Présence ». 
Paul Veyne, dans René Char en ses poèmes explique que le poète est d'un athéisme mystique, à travers le souci de l’Être, de la Présence. Il y a donc une question ontologique dans la poésie de R. Char.

## Feuillets d'Hypnos
Cet ensemble composé de 237 notes constitue le cœur du recueil. Daté de 1943-1944, il témoigne de l'époque où René Char, entré en Résistance sous le nom de colonel Alexandre, commande la Section Atterrissage-Parachutage (SAP) des Basses-Alpes. L'ensemble de ces feuillets est dédié « à Albert Camus ». Leur écriture marque une rupture historique : prenant leur source dans le journal de guerre du résistant, ces feuillets rassemblent des considérations pratiques, des épisodes précis de la Résistance et des « notes » en tous genres, comme René Char le dit lui-même dans la préface : « Elles furent écrites dans la tension, la colère, la peur, l'émulation, le dégoût, la ruse, le recueillement furtif, l'illusion de l'avenir, l'amitié, l'amour. C'est dire combien elles sont affectées par l'événement. [...] Ces notes marquent la résistance d'un humanisme conscient de ses devoirs, discret sur ses vertus ». On voit ici l'influence de la grande Histoire, sur l'histoire de l'art. Ces notes font entre une ligne (note n°2 par exemple) et plus d'une page (note n°128, qui est en fait le récit d'un fait de guerre). 
Le problème est de comprendre dans quelle mesure la poésie de Char est affectée formellement et thématiquement par les conditions de sa production, dans cette section. Plusieurs caractéristiques propres apparaissent : 
- accents épiques de nombreuses notes
- préceptes d'actions tirés de l'expérience du résistant Alexandre
- portraits d'hommes soldats : éloge ou blâme des compagnons de guerre
- poétique du paradoxe dans une écriture brève
- réflexion sur le sens de l'écriture dans une confrontation action/parole
- le deuil : le poème et le fragment comme recueillement et moyen de continuer l'action guerrière[13]

### Accents épiques
René Char continue à écrire en étant résistant. Il décrit dans les notes qu'il prend quotidiennement, l’héroïsme des combats contre les SS. En cela, il faut voir ces feuillets comme un poème épique par moments : description des batailles, des hommes, des ennemis. On peut penser à l’Iliade à plusieurs moments, si on part de ce postulat épique. 
- Le Nous : L'utilisation du pronom personnel de la première personne du pluriel souligne une mutation profonde de la poésie entre Seuls Demeurent (où le Je est omniprésent) et ces Feuillets. Désormais, René Char est au sein d'une équipe de résistants qui ne forme qu'un tout. Le propre de l'épopée est là : le tout vaut plus que la somme des parties.

Le Nous apparaît dans les notes 4, 5, 16, 22, 53, 62, 63, 64, 71, 76, 79, 80,82, 90, 91, 93, 99, 100, 103, 109, 111, 121, 122, 123, 129, 131, 134, 138, 141, 147, 148, 157, 158, 159, 164,167, 177, 178 (sur le tableau du Prisonnier de Georges de La Tour, "dans notre condition"), 179,183, 186, 193, 221 (la carte du soir, le passage du nouvel an sur le front : « Une fois de plus, l'an nouveau mélange nos yeux. [...] ». 

### La sagesse pratique, issue de l'expérience
Certaines notes poétiques de Fureur et Mystère sont engendrées par l'observation de la justesse dans l'action. En outre, elles semblent être adressées à Char lui-même dans un dialogue intérieur. Ces notes sont des remarques, des préceptes, qui sont l'équivalent d'une sagesse pratique. L'usage de l'impératif a dans la note 2 une nuance de conseil, alors que dans la note 87, l'impératif est injonctif.
note 2 :
« Ne t'attarde pas à l'ornière des résultats. » On peut considérer que cette note a une valeur universelle, elle s'adresse à la fois au soldat qui ne doit pas attendre de résultat probant pour avancer, mais à tout homme, quelle que soit son activité. Le progrès de l'homme est intérieur et ne se mesure pas à l'aide de résultats immédiats. 
note 78 : 
« Ce qui importe le plus dans certaines situations, c'est de maîtriser à temps l'euphorie. » On lit ici un précepte (guide pour l'action) tiré de son expérience de soldat. 
La note 87 constitue un cas problématique : très longue, de plus d'une page, elle est adressée à Léon Saingermain. Elle dresse un ensemble de commandements bienveillants pour diriger une troupe d'hommes. Il y a une énumération de préceptes pour devenir un bon chef de guerre. On suppose que Char a recopié sa lettre sur le carnet de poèmes qu'il tenait quotidiennement. Extrait :
« Filles et cafés dangereux plus d'une minute. Cependant ne tirez pas trop sur la bride. Je ne veux pas de mouchard dans l'équipe. Hors du réseau, qu'on ne communique pas. Stoppez vantardise. [...] Quant à vous, évitez le combat. Homodépôt sacré. Si alerte, dispersez-vous.[...] »
Se pose le problème du genre : on peut se demander si la note 87, qui constitue un cas à part dans le recueil, a une nature poétique, ou bien si elle est d'une autre nature (journal de guerre, genre épistolaire...). Il semble en effet qu'on soit tout à fait sorti ici de la recherche du mot en soi qui existe dans de nombreuses notes de Fureur et Mystère. Il semble bien que ce soit de la pure prose, si on suit la tentative de définition suivante de Paul Valéry : 
« La poésie n'a pas le moins du monde pour objet de communiquer quelque notion déterminée - à quoi la prose doit suffire -. Tandis que le fond unique est exigible de la prose, c'est ici la forme unique qui ordonne et qui survit. » (Commentaires de Charmes, 1936). Mais alors, pourquoi Char l'a-t-il recopiée dans son carnet ?

### Portraits des soldats héroïques
L'expérience de la guerre sous le pseudonyme de soldat Alexandre, a permis à Char de côtoyer des hommes d'un courage égal au sien : prêts à perdre leur vie en combattant les SS. Les relations du poète avec d'autres soldats se retrouvent sous forme de portraits dans ses notes. On retrouve ces portraits dans les notes : 9, 14, 17, 30, 61, 65, 94, 121, 157. Un beau portrait est celui d’Archiduc (les résistants combattaient sous pseudonyme), note 30 : « Archiduc me confie qu'il a découvert sa vérité quand il a épousé la Résistance. Jusque-là il était un acteur de sa vie frondeur et soupçonneux. L'insincérité l’empoisonnait. Une tristesse stérile peu à peu le recouvrait. Aujourd'hui il aime, il se dépense, il est engagé, il va nu, il provoque. J'apprécie beaucoup cet alchimiste. » 
La note 65 constitue un bref "épisode des vaisseaux"  : R. Char énumère les noms des héros de sa section, dressant la liste de ceux dont il ne faut pas oublier le nom (rôle historique de la poésie). Ainsi s'élabore ici une poétique des noms propres : 
« La qualité des résistants n'est pas, hélas, partout la même ! À côté d'un Joseph Fontaine, d'une rectitude et d'une teneur de sillon, d'un François Cuzin, d'un Claude Dechavannes, d'un André Grillet, d'un Marius Bardouin, d'un Gabriel Besson, d'un docteur Jean Roux, d'un Roger Chaudon aménageant le silo à blé d'Oraison en forteresse des périls, combien d'insaisissables saltimbanques plus soucieux de jouir que de produire ! À prévoir que ces coqs du néant nous timbreront aux oreilles, la Libération venue... ».
On voit ici l'écart entre les héros, qui sont nommés avec précision (prénom + nom) et ceux qui sont exclus de la nomination : « les saltimbanques ». Ainsi d'après le témoignage poétique de Char, seule une petite poignée a réellement fait preuve d'héroïsme.

### Poétique du paradoxe
De rares notes, très brèves, font apparaître des paradoxes évidents : la 46 et la 62 notamment.
note 46 : « L'acte est vierge, même répété. » La contradiction logique apparaît à l'évidence : un acte ne peut être vierge, puisque s'il y a acte, il ne peut y avoir absence d'acte (principe de non contradiction). La deuxième partie de l'aphorisme, ici, vient renforcer ce paradoxe. De plus, la nature elliptique de la poésie de Char ne permet pas de comprendre de quel acte il s'agit (utilisation de l'article défini, alors même qu'on est dans l'absence de définition : de quel acte parle-t-on ?. Il y a ici un hermétisme propre à sa poésie, et il semble que cette note n'ait été écrite que pour fixer sur le papier une pensée fugitive. Il offre ainsi au lecteur une énigme à résoudre... 
Interprétation possible : l'acte ici est l'acte compris comme expérience ontologique de l'agir, alors qu'on pense agir, l'on n'agit, de manière efficace, jamais. Même quand on répète un même acte (prendre son stylo pour écrire, par exemple). L'action n'est pleine, n'est réalisée, si et seulement si elle est relatée en poésie.
note 62 : « Notre héritage n'est précédé d'aucun testament. » Cet aphorisme contient lui aussi un paradoxe évident : s'il y a héritage, il a forcément un testament, en droit. Le sens est ici difficile d'accès, mais la formule, par sa brièveté, fait preuve de force poétique. Hannah Arendt, dans la préface à La Crise de la culture, reprendra cet aphorisme pour le commenter : 
“Le testament qui dit à l’héritier ce qui sera légitimement sien, assigne un passé à l’avenir. Sans testament ou, pour élucider la métaphore, sans tradition – qui choisit et nomme, qui transmet et conserve, qui indique où les trésors se trouvent et quelle est leur valeur – il semble qu’aucune continuité dans le temps ne soit assignée, et qu’il n’y ait, par conséquent, humainement parlant, ni passé ni futur, mais seulement le devenir éternel du monde et en lui le cycle biologique des êtres vivants.”

### Le couple action/parole
Le problème inhérent à ce recueil est de comprendre la motivation de l'écriture, alors même que l'homme est appelé à l'action permanente (Résistance). L'écriture, la prise de note poétique dans un carnet, semble profondément nécessaire pour se protéger et continuer à agir. 
« Hypnos saisit l'hiver et le vêtit de granit./L'hiver se fit sommeil et Hypnos devint feu. La suite appartient aux hommes ». 
Entre l'action (l'appel du réel) et la parole (le retour sur le réel, la note) s'établit une relation d'équilibre nécessaire, un va-et-vient permanent. Parfois la parole constitue un souffle salvateur, et la parole permet de retourner à l'action. Ainsi, on peut dire que l'action appelle la parole, et que la parole appelle l'action. 
Note 31 : « J'écris brièvement. Je ne puis guère m'absenter longtemps. S'étaler conduirait à l'obsession. L'adoration des bergers n'est plus utile à la planète. » On voit donc qu'ici la poésie est un manquement à l'obligation de présence constante dans le maquis. La trace typographique qui souligne ce verbe, montre à quel point il constitue une faiblesse pour les soldats. Mais une positivité réside aussi dans ce soulignement : s'absenter, c'est revenir. Cette note constitue un réel défi : pourquoi venir écrire qu'il ne peut pas écrire (du moins écrire comme il le voudrait, en poète, dans une temporalité longue) ? Le problème du poète en temps de guerre apparaît ici : il semble que le poète fasse le bon choix en prenant l'arme, et non le stylo, qui ne convient plus à la situation historique. 
note 95 : « Les ténèbres du Verbe m'engourdissent et m'immunisent. Je ne participe pas à l'agonie féerique. D'une sobriété de pierre, je demeure la mère de lointains berceaux. » On voit le rôle à la fois salvateur du verbe (immuniser = sauver), et à la fois son caractère dangereux (s'engourdir, c'est se mettre en danger). L'antithèse des deux verbes, souligne tout le paradoxe du poète soldat, dans un balancement constant entre deux situations antithétiques. 

### Le deuil à travers l'écriture
La guerre, par définition, engendre la mort. Les camarades de Char tombent, et la brutalité de la guerre ne permet pas de leur offrir une sépulture dans les règles de l'art. Dans certaines notes, Char leur rend hommage dans des élégies spontanées. Il souligne la douleur des troupes :  
« On ne fait pas un lit aux larmes comme à un visiteur de passage. » (note 107) 
Justement ici Char souligne le temps du deuil, un temps sacré, qu'on ne peut expédier en un moment fugitif. Malgré l'appel du réel, le poète prend ce temps pour pleurer "ses" morts.
« Toute la masse d'arôme de ces fleurs pour rendre sereine la nuit qui tombe sur nos larmes. » (note 109)
Ici on peut remarquer la puissance donnée par la synesthésie (odorat, vue, toucher), et le mouvement descendant donné par la nuit personnifiée qui tombe, et les larmes qui coulent. Ce mouvement descendant est celui du recueillement même. De plus, la force poétique émane du contraste entre la puissance de la vie d'une part (le parfum des fleurs, la sérénité de la nuit) et de la mort (les larmes) de l'autre.

## Les Loyaux Adversaires
Ce recueil se rapproche par sa forme de Seuls Demeurent : la majeure partie des poèmes recourt aux vers libres ou à la prose poétique. Il se distingue donc de la brièveté des Feuillets d'Hypnos.  

### Présentation de poèmes choisis

#### Pénombre
Pénombre (p.154, op.cit.), écrit en prose poétique, possède un caractère onirique, empreint d'irréalité. Écrit à l'imparfait, il relate une expérience du Je poétique, dans une forêt « où le soleil n'a pas accès mais où, la nuit, les étoiles pénètrent. » L'aspect narratif du poème permet de le comparer à une brève nouvelle. On retrouve le goût des vérités générales propre à l'aphorisme de Char : « Pour la plupart, l'essentiel n'est jamais né, et ceux qui le possèdent ne peuvent l'échanger sans se nuire. » 

#### La Patience
Écrit en vers et vers libres, certains pourvus de rimes (le 2e paragraphe est un quatrain en rimes embrassées), ce poème constitue, par sa forme, un retour à une tradition poétique. Composé de quatre paragraphes dont chacun possède un surtitre (Le Moulin, Vagabonds, Le Nombre, Auxiliaires), le poème dessine un paysage sur lequel apparaissent des vagabonds décrits de façon rimbaldienne « sous [leurs] doux haillons ». Le troisième paragraphe, en vers libres, présente un portrait de ces-derniers, avec une anaphore en « Ils ». Le pronom répété a une valeur épidictique, il confère aux pauvres hommes un caractère héroïque. Nous analysons ce troisième paragraphe (Le Nombre) : 
Ils disent des mots qui leur restent au coin des yeux" : ici on pense aux rêveries des vagabonds qui se plaisent à rêver, avec un regard de doux rêveur. On pense à Arthur Rimbaud et à ses poèmes d'errances. 
« Ils suivent une route où les maisons leur sont fermées. » La quête d'hospitalité reste infructueuse, et les vagabonds s'opposent au monde de la société, représentés par  « les maisons. »
Le vers « Ils allument parfois une lampe dont la clarté les met en pleurs » est énigmatique. En effet,  « une lampe » possède certainement une valeur de symbole : premièrement, il s'agit de l'objet, qui dans la nuit, les éblouit ; secondement, la lampe représenterait l'espoir, la lumière qui les fait pleurer par son caractère sublime, inaccessible. 
Le vers « Ils ne se sont jamais comptés, ils sont trop ! » peut être lu littéralement, les vagabonds se déplaçant forme un groupe innombrable. Ceci donne une indication visuelle : le lecteur peut imaginer des foules de vagabonds dans les campagnes, dans les rues. Toutefois, on peut aussi lire ce vers comme une généralisation, on parle de tous les vagabonds, dans toutes les campagnes possibles. Enfin, on peut aussi penser que Char estime que tout homme est vagabond dans sa propre vie, celle-ci étant une errance perpétuelle dont on cherche la clé. Ce qui permet de comprendre le dernier vers :  « Ils sont l'équivalent des livres dont la clé fut perdue. » 
Le dernier paragraphe souligne le caractère éphémère de la vie des vagabonds, chassés par un nuage. 

#### Redonnez-leur...
Il suit Patience. On peut donc interpréter  « leur » comme le pronom COI renvoyant aux vagabonds. Ce poème est un appel à la réconciliation de l'homme avec le cycle de la nature. Par l'observation du règne végétal, notamment le cycle agraire, des semailles aux récoltes, l'homme retrouverait la sérénité perdue : "Redonnez-leur ce qui n'est plus présent en eux/Ils reverront le grain de la moisson s'enfermer dans l'épi et s'agiter sur l'herbe." Et plus loin, "Apprenez-leur, de la chute à l'essor, les douze mois de leur visage." On peut voir que la contemplation du cycle de la nature revient à regarder notre propre essence. 
"Et qui sait voir la terre aboutir à des fruits, 
Point ne l'émeut l'échec quoiqu'il ait tout perdu."  

## Le Poème pulvérisé
Recueil paru en 1945-1947, regroupe presque exclusivement des poèmes en prose, assez longs. A la santé du serpent est une section qui regroupe 27 poèmes brefs qui se rapprochent ici de la forme de la note de Feuillets d'Hypnos. 

### Nuances autobiographiques
On peut retenir parmi ces poèmes en prose Biens Égaux, J'habite une douleur, Le muguet, Le requin et la mouette, Marthe, qui possèdent apparemment une valeur autobiographique. Les thèmes prégnants restent semblables à ceux de Seuls Demeurent : l'éloge de la nature, l'unité perdue des règnes, la question de l’Être. Ce qui a changé dans l'écriture paraît être une plus grande importance du « je », et une plus grande limpidité de l'écriture. Alors que la plupart des poèmes de Seuls Demeurent restaient hermétiques, ici, l'écriture laisse la place à la compréhension. L'aspect autobiographique y a sa part. Toutefois, il ne faut pas généraliser, et chaque poème garde une part d'ombre.
Dans Bien Égaux par exemple, le poète rappelle des souvenirs d'enfance, dans le jardin de son père. Le poème commence par une déclaration d'amour à « ce morceau tendre de campagne ». Il s'interroge sur son rapport de tendresse avec celle-ci, et se souvient : « De si loin que je me souvienne, je me distingue penché sur les végétaux du jardin désordonné de mon père, attentif aux sèves, baisant des yeux formes et couleurs que le vent semi-nocturne irriguait mieux que la main infirme des hommes ».

### Hymne à voix basse
Dans Hymne à voix basse, Char fait l'éloge de l'Hellade, la Grèce, comme le territoire d'où a émergé la poésie et la pensée occidentale, si on pense aux philosophes pré-socratiques notamment dont Char est un fidèle lecteur. Il loue cette terre « d'où s'élancèrent à l'aurore le souffle de la connaissance et le magnétisme de l'intelligence (...) ». Ce poème fait un éloge à la fois du territoire en tant que tel, et se rapproche de la géographie : « C'est plus loin, une mappemonde d'étranges montagnes : une chaîne de volcans sourit à la magie des héros. »
Il y a dans ce poème un souffle lyrique, notamment avec le "ô" élégiaque final : « Ô Grèce, miroir et corps trois fois martyrs, t'imaginer c'est te rétablir. » Char ici veut ranimer la Grèce, qui souffre, à l'époque de la rédaction de ce poème, en pleine guerre civile, en rappelant son heureux passé. Par cet hymne, Char rend hommage aux poètes-philosophes présocratiques dont il s'estime l'héritier.